# Archivio di psichiatria, antropologia criminale e scienze penali per servire allo studio dell'uomo alienato e delinquente
L'Archivio di psichiatria, antropologia criminale e scienze penali per servire allo studio dell'uomo alienato e delinquente fu una pubblicazione accademica fondata a Torino nel 1880 da Cesare Lombroso e da un suo allievo, il giurista Raffaele Garofalo.
La rivista sancì la fondazione dell'antropologia criminale, disciplina ideata ed istituita da Cesare Lombroso.

## Storia
Con la nascita della scuola italiana di criminologia, fu istituita anche la rivista per raccogliere e pubblicare i risultati degli studi effettuati; già dal titolo era chiaro l'intento e gli obiettivi che Lombroso e i suoi collaboratori si erano prefissati di ricercare, ovvero i caratteri del "tipo criminale".
La rivista, e di conseguenza la scuola, servì quindi per attribuire, secondo la corrente positivista del tempo, un'obiettività oggettiva al comportamento criminale, attraverso misurazioni e quantificazioni scientifiche. L'uomo cosiddetto "criminale", era biologicamente destinato a diventare un delinquente. Tali osservazioni, in contrasto con il resto della comunità scientifica e in particolare con quella francese, furono oggetto di dibattito durante i diversi Congressi internazionali di antropologia criminale (Roma 1885, Parigi 1889, Bruxelles 1892, Ginevra 1896).
Le pubblicazioni della rivista ebbero modo di influenzare il dibattito legislativo e giuridico sul libero arbitrio del delinquente oltre che spostare l'attenzione sulla ricerca di prove scientifiche a supporto dei crimini.
Verso la fine del XIX secolo, la rivista ha pubblicato anche studi di carattere psicologico.

## Cronologia
La rivista ha cambiato spesso titolo dalla fondazione alla sua chiusura.
- 1883 - Archivio di Psichiatria Scienze Penali ed Antropologia Criminale per servire allo studio dell'uomo alienato e delinquente, diretta da Lombroso, Garofalo, Ferri, Sciamanna (fino al 1885), Morselli (dal 1885)
- 1900 - Archivio di Psichiatria Scienze Penali ed Antropologia
- 1909 - Archivio di Antropologia Criminale Psichiatria Medicina Legale e Scienze Affini
- 1910 - Archivio di Antropologia Criminale Psichiatria e Medicina Legale